# Satyagraha
Satyagraha ((|सत्याग्रह, Sanskrit: "Sanningens väg") är en från Indien härstammande filosofi och utövande av icke-våldsmotstånd, utvecklad av Mohandas Karamachand Gandhi (även känd som "Mahatma" Gandhi). Gandhi använde sig av Satyagraha i sin kamp för Indiens självständighet från Brittiska imperiet och även tidigare under sina strävanden i Sydafrika. Satyagraha har influerat andra personer i kampen för mänskliga rättigheter såsom Nelson Mandela och Martin Luther King.

## Betydelse
Satyagraha är en ihopskrivning av Sanskritorden Satya som betyder "sanning" och Agraha som betyder "hålla fast vid". För Gandhi innebar satyagraha mer än att bara göra "passivt motstånd". Som han själv sa:

"Sanning (Satya) innebär kärlek medan fasthet (agraha) föder och fungerar därför som en synonym till kraft. Jag började att kalla den indiska rörelsen Satyagraha, det vill säga den kraft som är född av sanning och kärlek eller icke-våld, och gav upp användningen av frasen "passivt motstånd" i samband med det, så mycket att vi även undviker det i engelsk skrift och istället använder ordet "Satyagraha".... 

### Skillnad mot "passivt motstånd"
"Jag gjorde åtskillnad mellan passivt motstånd, som förstås och praktiseras i väst, och satyagraha innan jag hade utvecklat läran om den senare till dess fulla logiska och andliga omfattning. Sinnesfrid är en metafor för icke-våld. Jag använder ofta "passivt motstånd" och "Satyagraha" som synonyma termer, men sedan doktrinen Satyagraha utvecklats upphör uttrycket "passivt motstånd" att vara synonymt, eftersom passivt motstånd har godtagit våldsanvändning – som i fallet med suffragetterna – något som bekant kan betraktas som den svagares vapen. Passivt motstånd innebär heller inte nödvändigtvis fullständig respekt för sanningen under alla omständigheter. Det är därför annorlunda än satyagraha i tre ting: Satyagraha är de starkas vapen, det lämnar inget utrymme för våld under några omständigheter alls och det insisterar alltid på sanningen. Jag tror att jag med detta tydligt har klargjort skillnaden."

## Principer för Satyagraha
Gandhi föreställde sig satyagraha inte bara som en taktik att användas vid en akut politisk kamp, utan även som en universell lösning på orättvisa och ondska. Han ansåg att det var lika tillämpligt för storskalig politisk kamp som för enskilda individers privata konflikter och att det bör läras ut till alla.
Han grundade Sabarmati Ashram för att undervisa satyagraha. Han bad utövare av filosofin att följa följande principer (yamas beskrivs i Yoga Sutra):
1. Icke-våld (ahimsa)
2. Sanning - detta inkluderar ärlighet, men utöver det även att leva helt i överensstämmelse med och hängivenhet för det som är sant
3. Icke-stöld
4. Kyskhet (Brahmacharya) - detta inkluderar sexuell avhållsamhet, men också underordna andra sinnliga begär under sanningen, den primära hängivelsen
5. Icke-innehav (inte detsamma som fattigdom)
6. Kroppsarbete eller brödbrist
7. Kontroll av gommen (att äta med måtta)
8. Oräddhet
9. Likvärdig respekt för alla religioner
10. Ekonomiska strategier såsom bojkott (swadeshi)
11. Frihet från läran om "oberörbarhet"

Vid ett annat tillfälle, anger han sju regler som "viktiga för varje Satyagrahi i Indien":
1. måste ha en levande tro på Gud
2. måste tro på sanning och icke-våld och tro på den inneboende godheten i den mänskliga naturen, något han förväntar sig att framkalla genom uppoffrandet genom satyagraha-ansträngningarna
3. måste leva ett kyskt liv, och vara villiga att dö eller förlora alla sina ägodelar
4. måste vara stadigvarande khadibärare och spinnare
5. måste avstå från alkohol och andra berusningsmedel
6. måste villigt följa alla disciplinregler som utfärdas
7. måste följa fängelseregler om de inte är speciellt utarbetade för att såra ens självaktning

### Beståndsdelar
1. "Sat" - Sanning, ärlighet och rättvisa.
2. "Ahimsa"  - Icke-våld.
3. "Tapasya" - Självuppoffran.